# Condado de Chengde
Chengde léase Cheng-Dé (en chino simplificado, 承德县; pinyin, Chéngdé xiàn) es un condado bajo la administración directa de la ciudad-prefectura de Chengde. Se ubica en la provincia de Hebei, este de la República Popular China. Su área es de 3990 km² y su población total para 2010 fue cerca a los 400 mil habitantes.

## Administración
El condado de Chengde se divide en 23 pueblos que se administran en 12 poblados, 9 villas y 2 villas autónomas.